# Сазонов, Анатолий Ефимович
Анато́лий Ефи́мович Сазо́нов (род. 21 января 1930 года, Ленинград) — советский и российский учёный в области прикладной математики, доктор технических наук, член-корреспондент РАН (1991), заслуженный деятель науки и техники РСФСР.

## Биография
Родился 21 января 1930 года в Ленинграде (ныне — Санкт-Петербург). Житель блокадного Ленинграда.
В 1952 году окончил Высшее арктическое морское училище им. адмирала С. О. Макарова.
В 1952—1987 годах был сначала старшим лаборантом, затем начальником научно-исследовательского отдела, проректором Ленинградского высшего морского училища. В 1956 году защитил кандидатскую диссертацию «Некоторые вопросы производства гидрографических работ при гидротехнических изысканиях».
В 1957 году организовал лабораторию для создания первой в СССР навигационной вычислительной машины. В 1962 году основал кафедру автоматики и вычислительной техники в Ленинградском высшем инженерном морском училище (ныне — Государственный университет морского и речного флота имени адмирала С. О. Макарова). Работал заведующим кафедрой до 1997 года, когда передал руководство кафедрой своему ученику С. В. Смоленцеву. В настоящее время продолжает работать профессором кафедры.
Один из авторов (совместно с А. И. Родионовым) учебника для вузов по автоматизации судовождения.
С 07.12.1991 Член-корреспондент РАН — Секция инженерных наук (транспорт).
Член президиума международной общественной организации «Академия навигации и управления движением».

## Вклад в науку
Главные направления научной деятельности: математическое и программное обеспечение автоматизированных систем управления судном и различными звеньями транспортного процесса.
Разработал новый метод обработки навигационных измерений, унифицировал математическое обеспечение навигационных комплексов.

## Семья
Вдовец. Сын Андрей — скульптор. Два внука; старший внук Никита — театральный художник и создатель музейных экспозиций.